# Katihar (huyện)
Huyện Katihar là một huyện thuộc bang Bihar, Ấn Độ. Thủ phủ huyện Katihar đóng ở Katihar. Huyện Katihar có diện tích 3056 ki lô mét vuông. Đến thời điểm năm 2001, huyện Katihar có dân số 2389533 người.